# Église Saint-Pierre du Ham
L'église Saint-Pierre du Ham, ou Notre-Dame, est un édifice catholique, du XIe siècle, qui se dresse sur le territoire de la commune française du Ham, dans le département de la Manche, en région Normandie. L'édifice est partiellement inscrit au titre des monuments historiques.

## Localisation
L'église Saint-Pierre est située au lieu-dit le Val, à l'ouest de la commune du Ham, dans le département français de la Manche.

## Historique
Louis Sandet, dans son ouvrage L'Ancienne Église de France désigne le prieuré sous le vocable de Saint-Pierre et l'église priorale sous le vocable de Notre-Dame.
L'autel du Ham, provenant de l'ancienne abbaye du Ham détruite au cours des invasions normandes, aujourd'hui conservé à la médiathèque de Valognes, y a été retrouvé en 1690.

## Description
La nef, la façade et le portail sont romans. Le chœur gothique date du XIIIe siècle. Le clocher est en bâtière.

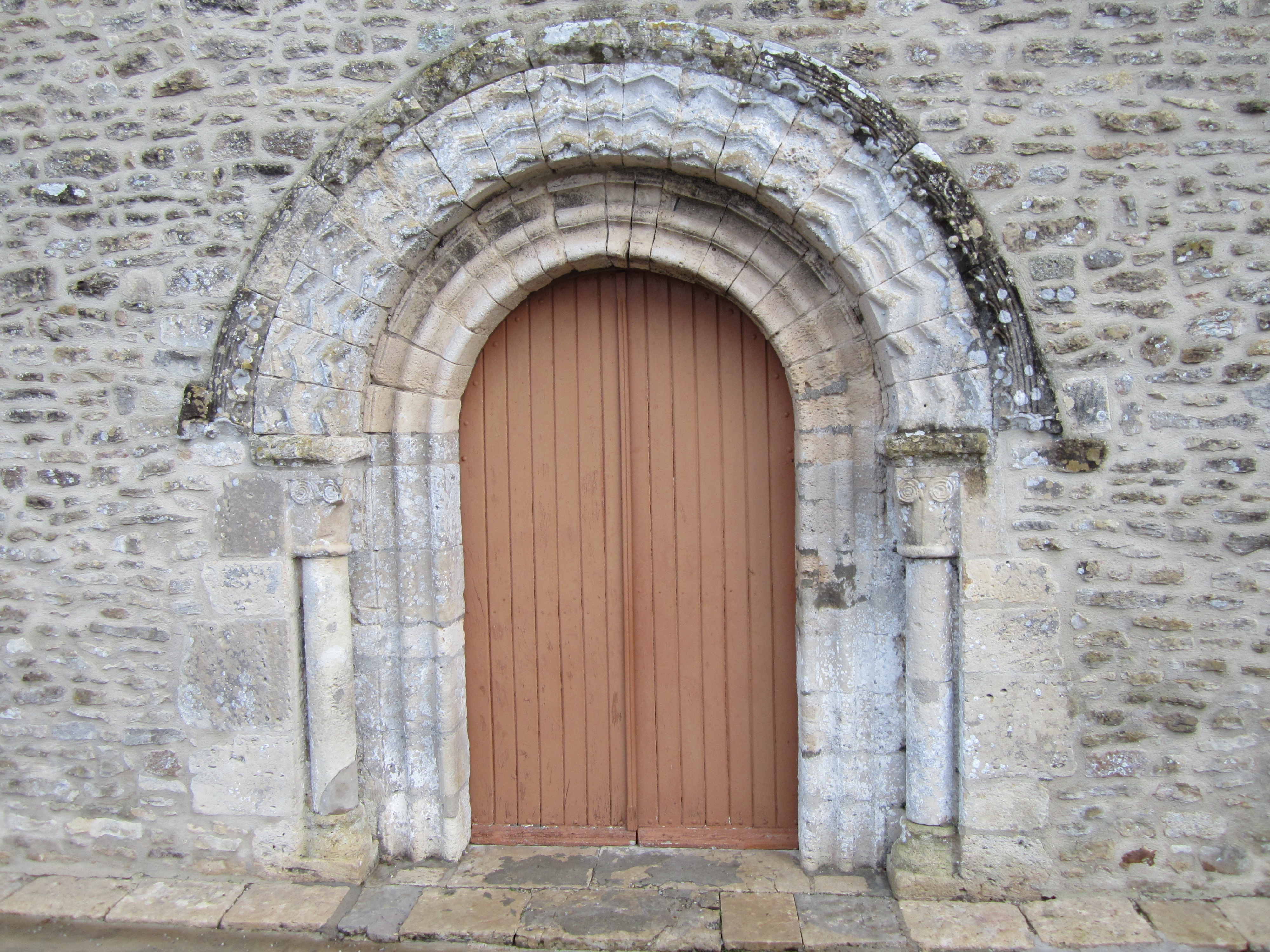
Le portail roman classé.

## Protection
Le portail est inscrit au titre des monuments historiques par arrêté du 9 juillet 1927.

## Mobilier
L'église abrite plusieurs statues classées au titre objet aux monuments historiques dont : une Vierge à l'Enfant du XIVe siècle, saint Pierre du XIVe siècle, saint Fromond du XIVe siècle et sainte Barbe du XVIe siècle. Sont également conservés des fonts baptismaux du XVIIe siècle, une verrière du XXe siècle ainsi qu'une statue de saint Paul en bois polychrome.